# سوریا کی‌ال‌سی‌سی
سوریا کی‌ال‌سی‌سی (به انگلیسی: Suria KLCC) یک مرکز خرید شش طبقه است که در سطوح پایینی برج‌های دوقلوی پتروناس واقع شده است. سوریا کی‌ال‌سی‌سی با دارا بودن بیش از ۳۰۰ فروشگاه برجسته، مقصدی عالی برای خرید است. این مرکز خرید در کوالالامپور سیتی سنتر، کوالالامپور، مالزی قرار دارد.

## تاریخچه و طراحی

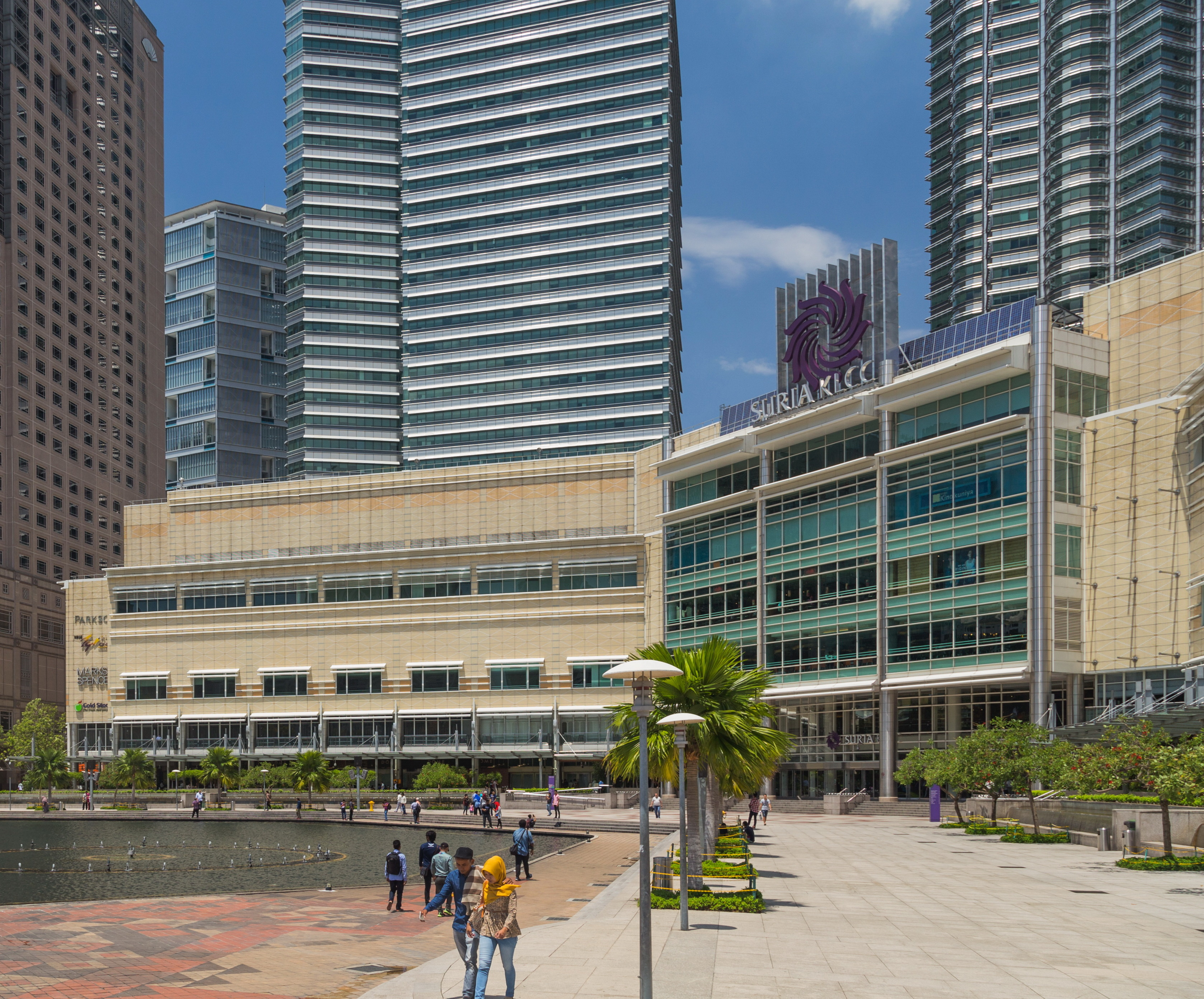
پارک کی‌ال‌سی‌سی و سوریا کی‌ال‌سی‌سی در سال ۲۰۱۶

«سوریا» (Suria) یک لغت بومی مالایی است که از لغت سانسکریت «surya» به معنی «نور خورشید» مشتق شده است. این مرکز خرید که به عنوان بخشی از پروژهٔ کوالا لامپور سیتی سنتر (کی‌ال‌سی‌سی) طرح‌ریزی شده بود و در پای برج‌های دوقلوی پتروناس احداث شده، در ماه مه ۱۹۹۸ افتتاح شد. مرکز خرید چشم‌اندازهایی از پارک کی‌ال‌سی‌سی و سمفونی دریاچه را در معرض دید قرار می‌دهد. طرح بستر مرکز خرید هلالی شکل است، و مشتمل بر سه شاخهٔ خروجی هم سطح زمین به جالان آمپانگ، جالان پی. راملی و پرسیاران پتروناس است که دسترسی مستقیم به لابی برج‌ها، تالار فیلارمونیک پتروناس و سمفونی دریاچه را مقدور می‌سازد.

## مدیریت

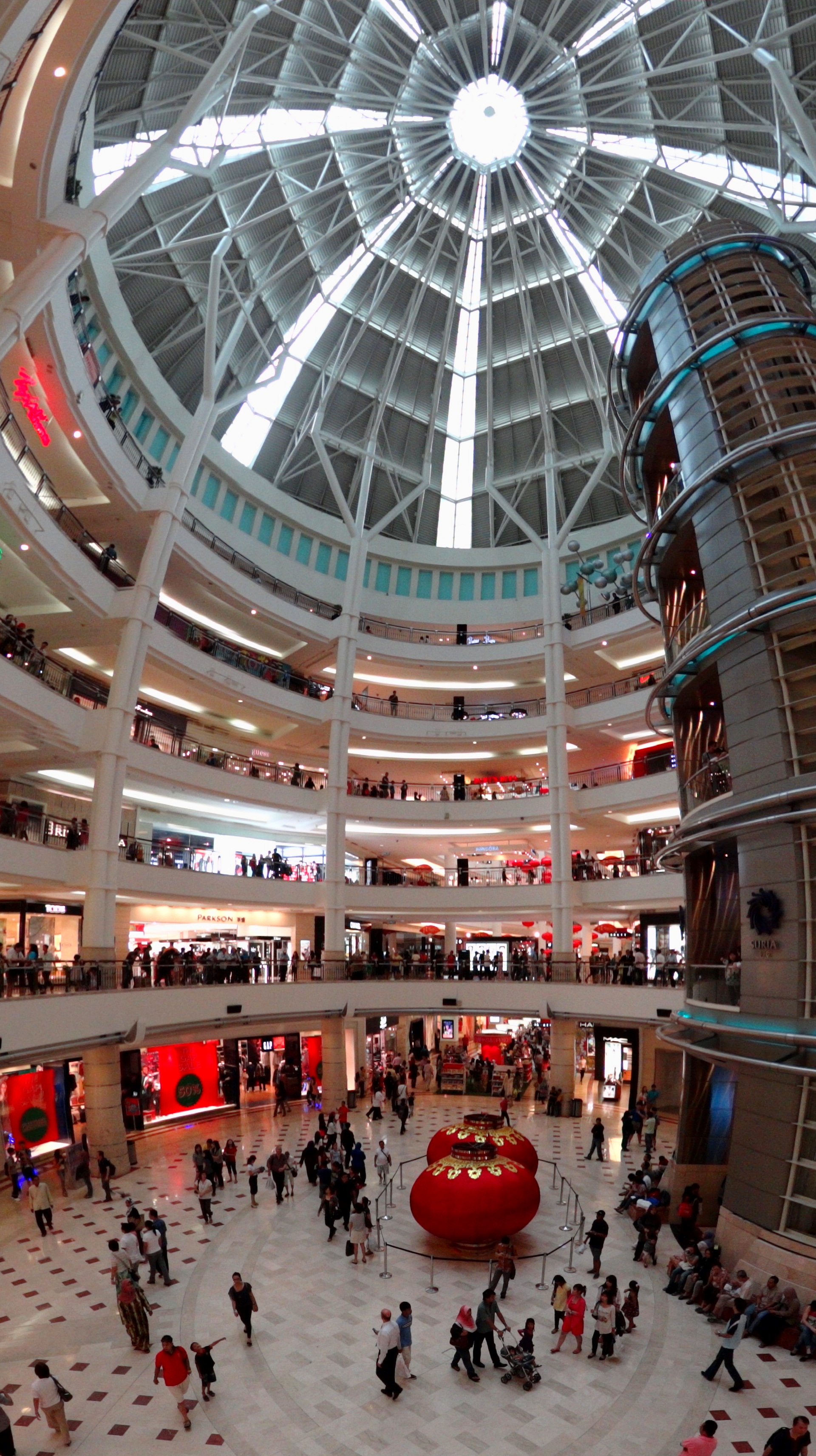
فضای داخل سوریا کی‌ال‌سی‌سی

سوریا کی‌ال‌سی‌سی، بزرگ‌ترین املاک خرده فروشی تحت مدیریت سوریا کی‌ال‌سی‌سی اس‌دی‌ان. برهاد است. املاک دیگری که تحت مدیریت این هلدینگ قرار دارد، شامل آلاماندا پوتراجایا، یک مرکز خرید منطقه‌ای، مِسرا مال ترنگانو، یک مرکز خرید زیر بخش منطقه ای است.

## ویژگی‌ها
سوریا کی‌ال‌سی‌سی دارای مساحتی بالغ بر ۱۴۰٬۰۰۰ متر مربع (۱٬۵۰۰٬۰۰۰فوت مربع) است. شامل شش طبقه بوده و بیشتر دارای کالاهای لوکس خارجی و برندهای معتبر موجود در خیانهای اصلی شهر است. مرکز خرید دارای یک گالری هنری، یک آکواریوم و هم چنین یک مرکز دستاوردهای علمی است. دارای ۱۲ عدد پرده سینما و یک تالار کنسرت است که در مرکز خرید قرار دارند.
در پارک کی‌ال‌سی‌سی، گردشگاهی که در محوطهٔ بیرونی مرکز خرید قرار دارد، دریاچه سمفونی مصنوعی به مساحت ۱۰٬۰۰۰ فوت مربع وجود دارد. داخل دریاچه دو فواره موزیکال قرار دارد.

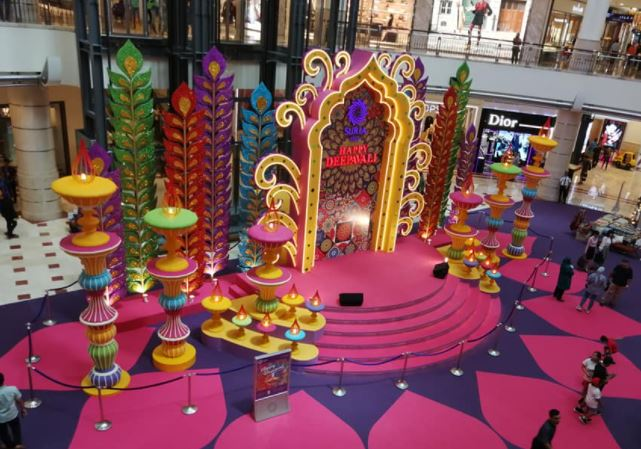
آذین بندی جشن دیوالی در دیوان مرکزی سوریا کی‌ال‌سی‌سی.
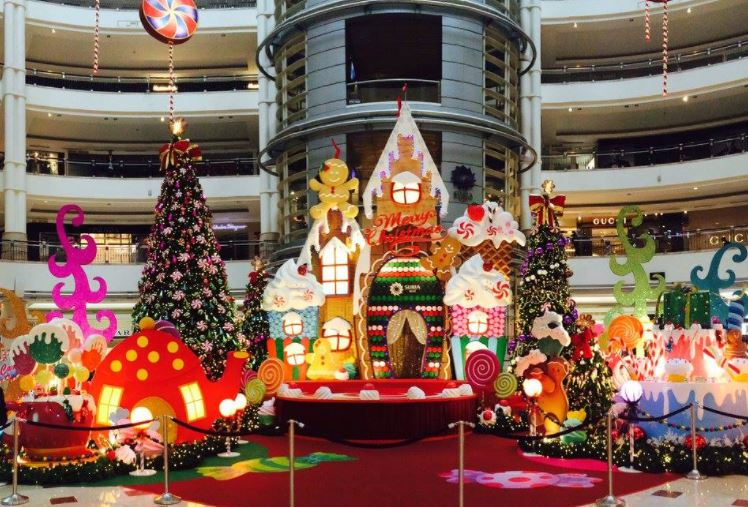
آذین بندی کریسمس در دیوان مرکزی سوریا کی‌ال‌سی‌سی.
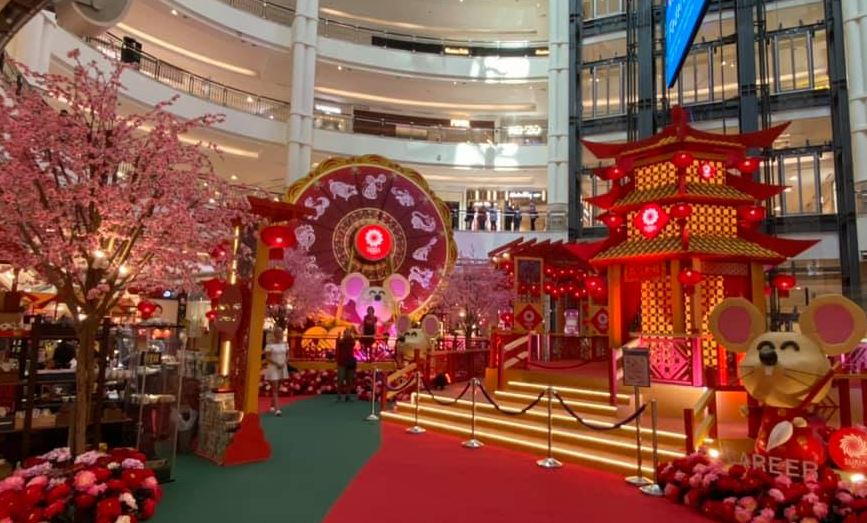
آذین بندی سال نو چینی در دیوان مرکزی سوریا کی‌ال‌سی‌سی.
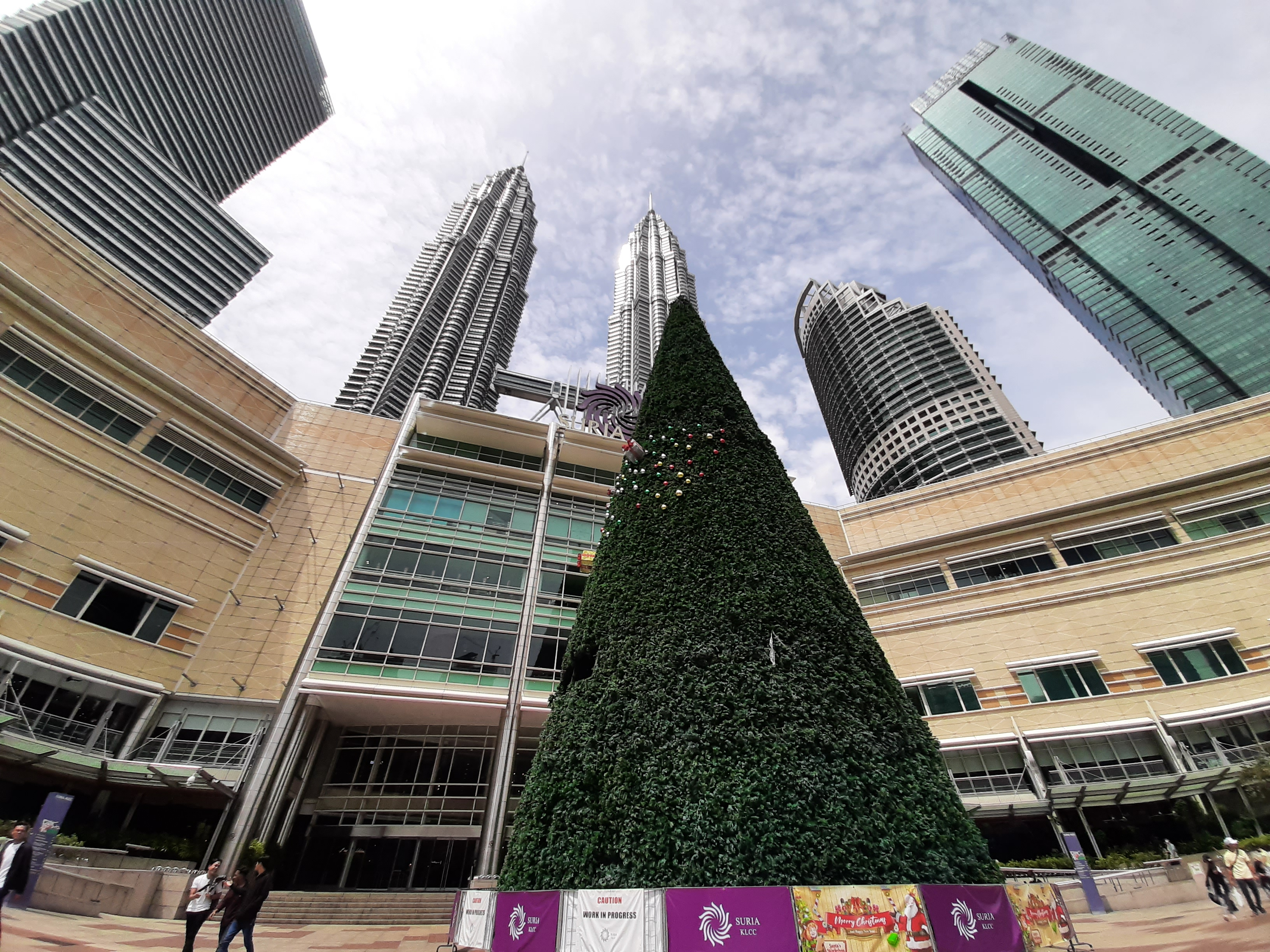
آذین بندی درخت کریسمس در محوطه بیرونی سوریا کی‌ال‌سی‌سی.

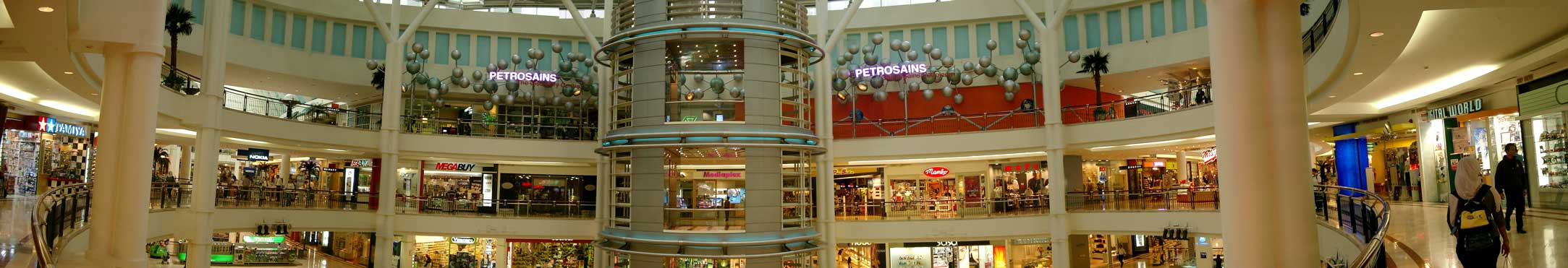
نمای پانوراما از سوریا کی‌ال‌سی‌سی